# Marthinus Wessel Pretorius

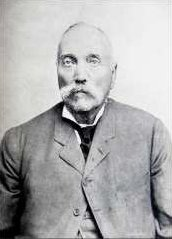
Marthinus Wessel Pretorius

Marthinus Wessel Pretorius (* 17. September 1819 in Graaff-Reinet; † 19. Mai 1901 in Potchefstroom) war der erste Präsident der Südafrikanischen Republik.

## Leben
Er war von 1857 bis 1863 und von 1864 bis 1871 Präsident der Südafrikanischen Republik, die das Gebiet des späteren Transvaal umfasste. Zwischen 1859 und 1863 war er auch Präsident des Oranje-Freistaates. Er gründete 1855 die Stadt Pretoria, die er nach seinem Vater Andries Pretorius benannte und die später Hauptstadt der Republik Südafrika wurde.